# Yvette Popławska
Yvette Popławska (ur. 4 października 1960 we Wrocławiu, zm. 17 września 2023) – poetka, eseistka, prozaiczka, reportażystka, dziennikarka, fotografik, animatorka kultury. 

## Życiorys
Urodziła się we Wrocławiu. Pracowała m.in. w Teatrze Kalambur, Pałacyk, MAK. Współzałożycielka Fundacji Johna Lennona „Imagine” (1989) we Wrocławiu. Od 1991 mieszkała w Belgii.
Założycielka i prezes Międzynarodowego Stowarzyszenia Artystów, Autorów, Dziennikarzy i Prawników Virtualia ART (2013). Członkini Stowarzyszenia Dziennikarzy Rzeczypospolitej Polskiej, Stowarzyszenia Autorów Polskich – oddział warszawski II, Association Polonaise des Auteurs, Journalistes et Traducteurs en Europe – A.P.A.J.T.E (oddział w Paryżu), Związku Polaków w Belgii, Związku Polskich Kombatantów 1 Dywizji Pancernej Gen. Maczka w Belgii, Organizacji Polonijnej na rzecz Rozwoju i Promocji Kultury Polskiej z siedzibą w Belgii. Zorganizowała I Światowe Unisono Poetycko-Literackie w Belgii 2014 „Litera Tosfera”.
Debiutowała wierszem „Dziecku mojemu” w 1986. Wiersze i artykuły publikowała w czasopismach literackich, radiu i TV w Polsce i na świecie. Była inicjatorem „Antologii Poetów Wybranych” (wyd. I – 2012, II – 2013).
17 grudnia 2020, postawiony został zamówiony przez nią Wrocławski krasnal „Literatek vel Polonicus”, reprezentujący stowarzyszenie Virtualia ART. Znajduje się on na Placu Uniwersyteckim 1 we Wrocławiu.

## Twórczość
- „К СЕБЕ СAМОЙ” перевод: Перевела Мира Лукша, ISBN 978-83-7859-293-8 (tom autorski)
- „Ku sobie samej” (poezja), ISBN 978-83-60943-86-1.

### Wydawnictwa zbiorowe (antologie, almanachy)
- „Piękni Ludzie” (2012) – United Kingdom – ISBN 978-83-7358-129-6.
- „Poezja dzisiaj” nr. 95 2012 – IBiS Polska
- Antologia Wierszy na murach – Polska – ISBN 978-83-88636-07-3.
- Pokłosie III KJW 2013 Pokłosie III KJW 2013 – Polska – ISBN 978-83-62835-24-9 – Po drugiej stronie miłości
- Słupsk Zagraj mi skrzypeczku (melodię spod lipy) 2013 – Polska
- Tuwimowo 2013 – Belgia
- DSP Book Publishing 2013 – Stany Zjednoczone
- „Letni Expres Poetycki” (2013) – Warszawa – ISBN 978-83-62769-79-7.
- „Niosący Słowa” (2013) – United Kingdom – ISBN 978-0-9575317-9-6.
- „Contemporary Writers of Poland 2000–2014” (2013) – Floryda USA – ISBN 978-1-304-35194-4.

## Ważniejsze nagrody
- „Nagroda Pracy Organicznej im. Marii Konopnickiej” za zasługi dla Kultury Polskiej, Warszawa – Polska, 23.05.2013[5], Dom Polski w Brukseli, 13 września 2013[6].
- „Złote Skrzydła” dla zasłużonego Polskiej Kulturze, przyznane przez Organizację Polonijną Na Rzecz Rozwoju i Promocji Kultury Polskiej 4.10.2013 Głos Polskiej Kultury w Birmingham – Anglia[potrzebny przypis].
- Certyfikat uznania za wielkie serce, wkład i pomoc Polonii na obczyźnie, 4.10.2013, przyznany przez Klub Miłośników Motocykli „Żubr” Chapter Belgium – Bruksela.
- I miejsce w Światowym Konkursie „Cierpienie” (2013, Tychy)[7][8].
- „Polak Roku” Internautów w Belgii 2014, przyznany przez Ambasadę RP w Belgii – Bruksela 14.11.2014[9].
- „Pierścień Weteranów” Działań Poza Granicami Państwa przyznany przez Fundację Valkyria Veterans z Warszawy, przekazany przez Sygnety Resortowe „Insignia” z Bydgoszczy – Bruksela 24.03.2018.[potrzebny przypis]
- Znak Spadochronowy oraz Monetę im. Stanisława Franciszka Sosabowskiego przyznany przez Redakcję Gazety Pracus.nl – Bruksela 24.03.2018.[potrzebny przypis]
- Wyróżnienie za zaangażowanie na rzecz polsko-belgijsko-angielskich stosunków, przyznane przez Zarząd Worcestershire Polish Association, Worcester 4.12.2018[potrzebny przypis] 4 maja 2019[10] w Wielkiej Brytanii.
- „Osobowość Roku” Wrocławia w kategorii „Działalność społeczna i charytatywna” 2020, przyznane przez Gazetę Wrocławską – Wrocław 2.09.2021[11].

## Opinie
- Jerzy Granowski napisał o jej twórczości m.in.:

Ambasadorka i krzewicielka kultury polskiej w Europie. Wiersze i aforyzmy Yvette Popławskiej-Matuszak urzekają prostotą, konkretnym i ekspresyjnym przekazem myślowym. Poetka bardzo zręcznie stara się dotrzeć do czytelnika i pobudzić jego zainteresowanie pięknem otaczającej nas przyrody, znajdując także miejsce dla przyjaciół. W poezji Yvette jest też miejsce na nowoczesność i wdzierającą się w naszą codzienność cyfryzację. Niepokoi się cywilizacyjną ślepotą na otaczające nas prawdziwe życie. Nie znajdujemy czasu na pójście do kina, teatru, na spacer, czy na modlitwę.

Marta Cywińska napisała:

Współczesna poezja ma dosyć egoizmu jej twórców. Yvette Popławska wprowadza w niej nową, jakość – słów zwielokrotnionych i nie chodzi tu bynajmniej o echolalię. Potyka się o „swoje drugie ja”, które angażuje w działalność dobroczynną. Są w poetyckiej Yvette sprzeczności, ale tym bardziej angażuje lektura Jej utworów: delikatność i feniksowe odradzanie się, bunt i pokora, odejścia i powroty, gonitwa i mijanie, tęsknota za Ojczyzną i poetyka homo viator. Yvette Popławska jest poetessą odważną, nie słucha podszeptów, nacisków i wszelkich „ja-wiem-lepiej-bo-to-wiem-ja”. Ma w sobie wiele z inkrustowanej nademocjonalności, która spala się w działaniu na rzecz drugiego człowieka. Czyni i odsłania. Organizuje i po wielokroć podnosi się z popiołów.

Według Kaliny Zioły:

Autorka wsłuchuje się w siebie, szuka w każdym swoim poczynaniu natchnienia twórczego. Znajduje je w najbardziej nawet prozaicznych momentach. I zbiera skrzętnie te momenty, pielęgnuje je w sobie tworząc swój magiczny, poetycki świat. W nim odnajduje siebie samą, nie skażoną prozą szarego życia. Do takiej siebie dąży nieustannie. Przesłania Autorki tak bardzo są nam wszystkim potrzebne ucieczka do zaczarowanych światów literatury, do schronienia, jakie liryka, daje budząca ludzką wrażliwość... Autorka, wrażliwy obserwator przyrody i ludzkich uczuć, w finezyjny sposób łączy te dwa czynniki, tworząc utwory pełne piękna i czułości. Nie pozostaje obojętna na rozgrywające się wokół niej tragedie, jak sejsmograf wychwytuje wszelkie objawy cierpienia i krzywdy i zapisuje je w prostych, dobrze czytelnych wersach.